# Walki na trakcie Babice – Leszno
Walki na trakcie Babice – Leszno – atak na niemieckie placówki rozlokowane wzdłuż drogi łączącej Leszno z Babicami, przeprowadzony wieczorem 7 sierpnia 1944 roku przez Pułk AK „Palmiry-Młociny”. Z powodu słabego uzbrojenia polskich oddziałów uderzenie zakończyło się jedynie częściowym powodzeniem. Po zakończeniu walk żołnierze AK wycofali się w głąb Puszczy Kampinoskiej.

## Preludium
Po wybuchu powstania warszawskiego walki objęły również położoną na północny zachód od stolicy Puszczę Kampinoską. Struktury Armii Krajowej z terenów przedwojennych gmin Czosnów, Młociny oraz ze wschodniej części gminy Zaborów – obejmujących m.in. wschodnią część puszczy – wchodziły w skład VIII Rejonu „Łęgów” VII Obwodu „Obroża” Okręgu Warszawskiego AK. Rejonem tym dowodził kpt. Józef Krzyczkowski ps. „Szymon”.
W przeddzień powstania struktury VIII Rejonu mogły wystawić dwa bataliony piechoty o sile pięciu kompanii pierwszej linii. Piętą achillesową owych oddziałów pozostawało jednak uzbrojenie. „Szymon” oceniał w swych wydanych po wojnie wspomnieniach, że po zakończeniu mobilizacji w lipcu 1944 jego rejon mógł wystawić do walki zaledwie ok. 350–400 uzbrojonych żołnierzy. Szczęśliwie dla strony polskiej układ sił w Puszczy Kampinoskiej uległ jednak diametralnej zmianie pod koniec lipca 1944, gdy w Dziekanowie Polskim stanęło Zgrupowanie Stołpecko-Nalibockie AK przybyłe z Puszczy Nalibockiej na Kresach Wschodnich. Liczyło ono 861 dobrze uzbrojonych żołnierzy, a na jego czele stał por. Adolf Pilch ps. „Góra” – „cichociemny”, doświadczony partyzant prowadzący od jesieni 1943 walkę z Niemcami i partyzantką sowiecką. Początkowo kręgi konspiracyjne przyjęły „Górę” i jego żołnierzy z dużą nieufnością, gdyż ciążyły na nich oskarżenia o współpracę z Niemcami. Ostatecznie Komenda Główna AK zgodziła się jednak na włączenie zgrupowania nalibockiego w skład VIII Rejonu.
W myśl planów powstańczych głównym zadaniem VIII Rejonu miało być opanowanie lotniska bielańskiego. Mimo znacznego wzmocnienia, jakim było przybycie zgrupowania „Góry”, oddziały kampinoskie były zbyt słabo uzbrojone i nieliczne, aby zdobyć silnie obsadzone i dobrze umocnione lotnisko. Pierwszy polski atak – przeprowadzony 1 sierpnia 1944 w godzinie „W” – miał zasadniczo charakter demonstracyjny, gdyż wziął w nim udział jedynie niepełny batalion piechoty. Drugie natarcie, rozpoczęte przez główne siły rejonu wczesnym rankiem 2 sierpnia, zostało odparte po wielogodzinnej walce. W obu natarciach oddziały VIII Rejonu poniosły ciężkie straty, sięgające łącznie 36 zabitych i 57 rannych. Zużyto większość amunicji. Pierwsze niepowodzenia spowodowały także spadek morale w polskich szeregach. Na wieść o porażce część nieuzbrojonych rezerwistów rozeszła się do domów.
Po nieudanym ataku oddziały VIII Rejonu wycofały się w głąb Puszczy Kampinoskiej, tj. w rejon wsi Wiersze, Truskawka, Janówek, Krogulec. 3 sierpnia pod Truskawką polskie zgrupowanie zaskoczyło i doszczętnie rozbiło oddział niemiecki w sile kompanii. Tego samego dnia kawalerzyści z 2 szwadronu 27 Pułku Ułanów AK stoczyli zwycięską potyczkę z kilkunastoosobowym oddziałem Wehrmachtu, który dokonywał rekwizycji w kampinoskich wsiach. Oba zwycięstwa znacząco poprawiły nastroje w oddziałach AK, nadszarpnięte wcześniejszą porażką na lotnisku bielańskim.
3 sierpnia na bazie „kampinoskich” oddziałów VIII Rejonu oraz jednostek Zgrupowania Stołpecko-Nalibockiego utworzony został Pułk AK „Palmiry-Młociny”. Ze względu na fakt, iż kpt. „Szymon” został ciężko ranny w czasie walk o lotnisko, bezpośrednie dowodzenie w czasie akcji bojowej przejął por. „Góra” (występujący już wówczas pod pseudonimem „Dolina”). Sobie samemu „Szymon” zarezerwował natomiast „wyznaczanie zadań bojowych i kierownictwo ogólne”. I Batalion „kampinoski”, który poniósł ciężkie straty w walkach o lotnisko, został scalony z rezerwowym II Batalionem. Komendę nad powstałym w ten sposób oddziałem objął dotychczasowy dowódca batalionu rezerwowego kpt. Stanisław Nowosad ps. „Dulka”.

## Walki na trakcie do Leszna
3 sierpnia „Szymon” rozkazał, aby główne siły pułku przemieściły się bliżej walczącej Warszawy. Oddziały nalibockie por. „Doliny” miały zająć pozycje w Sierakowie i Izabelinie, podczas gdy batalion „kampinoski” otrzymał rozkaz obsadzenia Truskawia. Szybko okazało się, że słabe uzbrojenie nie pozwala polskim oddziałom na podjęcie poważniejszych działań zaczepnych (dotkliwie odczuwalny był przede wszystkim brak amunicji). „Szymon” zaczął także żywić obawę, że Niemcy uderzając od strony Leszna i Modlina odetną pułk od Puszczy Kampinoskiej, której utrzymanie uznawał za priorytet ze względu na zapowiadane alianckie zrzuty broni i amunicji oraz spodziewany desant polskiej brygady spadochronowej. Ponadto w jego ocenie istniała groźba, że uchodźcy przybywający z niszczonej przez Niemców stolicy wywrą negatywny wpływ na morale żołnierzy. Wszystkie te czynniki sprawiły, że już 7 sierpnia „Szymon” rozkazał wycofać oddziały w głąb Puszczy Kampinoskiej i zorganizować tam „warowny obóz”. Jednocześnie polecił kpt. „Dulce” zdemobilizować wszystkich nieuzbrojonych rezerwistów z terenów VIII Rejonu. W odpowiedzi dowódca batalionu zaproponował, aby pozostawić w szeregach tych żołnierzy, którzy wyrazili taką wolę, oddając im jednocześnie broń tych rezerwistów, którzy postanowili powrócić do swoich domów. „Szymon” zaakceptował tę propozycję.
Polski wywiad doniósł tymczasem, że wzdłuż traktu Warszawa – Leszno, w szczególności na odcinku między Lesznem a Babicami, Niemcy przystąpili do prac fortyfikacyjnych. Na drodze odnotowywano wzmożony ruch samochodowy. Wsie położone przy trakcie zostały obsadzone przez pododdziały niemieckiej piechoty, zatrzymywały się tam również na postój jednostki taborowe. W świetle tych informacji polskie dowództwo postanowiło, że przed rozpoczęciem odwrotu Pułk „Palmiry-Młociny” przeprowadzi uderzenie na niemieckie pozycje przy drodze Babice – Leszno. Celem ataku miało być wprowadzenie zamieszania i paniki na niemieckich liniach komunikacyjnych, a także zdobycie broni i sprzętu. Datę natarcia wyznaczono na wieczór 7 sierpnia. Poszczególnym pododdziałom przydzielono następujące zadania:
- I Batalion 78 Pułku Strzelców Słuckich AK dowodzony przez por. Witolda Pełczyńskiego ps. „Witold” miał uderzyć na Borzęcin Duży,
- Batalion „kampinoski” pod dowództwem kpt. „Dulki” miał przeprowadzić uderzenie na odcinku traktu ciągnącym się od Zielonek przez Wojcieszyn do Zalesia,
- Dywizjon 27 Pułku Ułanów AK pod dowództwem chor. Zdzisława Nurkiewicza ps. „Nieczaj” miał uderzyć na Zaborów i Zaborówek,
- pluton ze szwadronu ckm dowodzonego przez por. Jarosława Gąsiewskiego ps. „Jar” wsparty przez zwiad konny piechoty miał ostrzelać niemieckie stanowiska w zachodniej części wsi Koczargi Stare,
- służby kwatermistrzowskie pułku miały przygotować się do przejęcia ewentualnej zdobyczy, zwłaszcza samochodów.

Polski atak poprzedziła tragiczna w skutkach potyczka pod Lipkowem. Około godziny 10:00 stacjonujący we wsi II pluton 2 kompanii I/78 pułku został zaskoczony przez kompanię niemieckiej piechoty, która niepostrzeżenie nadeszła od strony Stanisławowa. W walce poległo pięciu żołnierzy AK. Przeprowadzone później śledztwo udowodniło, że winę za tę porażkę ponosił dowodzący pododdziałem plut. Józef Polanica, który z powodu nadużycia alkoholu zaniedbał wystawienia ubezpieczeń. Wyrokiem sądu polowego został on skazany na śmierć i stracony.
Około godz. 16:00 główne siły Pułku „Palmiry-Młociny” opuściły pozycje wyjściowe i w bojowym szyku wyruszyły w kierunku traktu Babice – Leszno. W czasie przemarszu polskie oddziały zostały wykryte przez niemiecki samolot rozpoznawczy. Punktualnie o godz. 20:00 prawe skrzydło dowodzone przez por. „Dolinę” przystąpiło do ataku. Ułani chor. „Nieczaja” zdołali wyprzeć Niemców z Zaborowa i Zaborówka. Z kolei piechurzy por. „Witolda” oczyścili z nieprzyjaciela większą część Borzęcina, lecz napotkali na silny opór ze strony plutonu Wehrmachtu, który zabarykadował się w murowanym budynku miejscowej szkoły. Po dwóch godzinach walki niemiecka obrona zaczęła słabnąć, lecz polscy żołnierze musieli przerwać atak, gdy ubezpieczenia ostrzegły o zbliżaniu się nieprzyjacielskiej odsieczy z bronią pancerną. Po zakończeniu walki żołnierze naliboccy wycofali się na pozycje wyjściowe.
Natarcie na lewym skrzydle również rozpoczęło się o godz. 20:00, miało jednak zupełnie inny przebieg. Wkrótce po nawiązaniu kontaktu bojowego z przeciwnikiem kpt. „Dulka” polecił bowiem przerwać atak i przystąpić do odwrotu. Swoim oficerom wyjaśnił, że zaobserwowany przed momentem samolot rozpoznawczy sprowadzi niemiecką odsiecz, stąd akcja nie ma szans powodzenia i spowoduje wyłącznie niepotrzebne straty. „Dulka” miał przy tym nie powiadomić por. „Doliny” o przerwaniu natarcia. Józef Krzyczkowski postępowanie „Dulki” oceniał krytycznie. Decyzji swojego dowódcy bronił natomiast por. Edward Bonarowski ps. „Ostromir”. Jako naoczny świadek tych wydarzeń wskazywał, że ze względu na dotkliwy brak broni batalion „Dulki” stanowił pod względem siły bojowej równowartość słabego plutonu, stąd nawet w przypadku powodzenia ataku nie miałby szans utrzymać zajętych pozycji.
Atak na niemieckie pozycje przy drodze Babice – Leszno kosztował Pułk „Palmiry-Młociny” utratę 7 zabitych i 2 rannych. Straty niemieckie Józef Krzyczkowski szacował na kilkunastu zabitych i kilkunastu rannych. Polskim żołnierzom udało się na kilka dni wstrzymać nieprzyjacielskie prace fortyfikacyjne oraz utrudnić Niemcom korzystanie z traktu. Z powodu nocnych ciemności oraz pośpiechu towarzyszącego działaniom polskich oddziałów, zdobycze materialne okazały się dość niewielkie. Powstańcy zdobyli tylko jeden pistolet maszynowy, dwa karabiny oraz niewielką ilość amunicji.
Adam Borkiewicz twierdził, że w czasie nocnego przemarszu część polskich oddziałów zgubiła drogę, co nie znajduje jednak potwierdzenia w innych źródłach. O świcie 8 sierpnia kilka niemieckich czołgów zaatakowało ubezpieczenia wystawione przez 2 szwadron ułanów w rejonie Budy. Kawalerzyści, których uzbrojenie ograniczało się do broni strzeleckiej, musieli wycofać się na skraj lasu. Czołgi dotarły aż do Truskawia, gdzie zostały ostrzelane przez ułanów z 1 szwadronu. Niemcy nie kontynuowali ataku i zawrócili na pozycje wyjściowe.

## Rozwiązanie batalionu „Dulki”
Kapitan Stanisław Nowosad ps. „Dulka” był zawodowym oficerem WP. W okresie niemieckiej okupacji działał w strukturach AK na Lubelszczyźnie, a do Obwodu „Obroża” został przeniesiony na krótko przed wybuchem powstania warszawskiego. Stosunki pomiędzy „Dulką” a kpt. „Szymonem” od samego początku układały się nie najlepiej. Adam Borkiewicz twierdził, że „Dulka” boleśnie odczuł w szczególności decyzję „Szymona” o powierzeniu dowodzenia Pułkiem „Palmiry-Młociny” porucznikowi „Dolinie”. Z kolei Edward Bonarowski przypuszczał, że „Szymon”, który był jedynie oficerem rezerwy, uznał przydział „Dulki” do struktur VIII Rejonu za zagrożenie dla swojej pozycji.
Nocą 7/8 sierpnia, wkrótce po powrocie z nieudanego ataku na niemieckie pozycje przy trakcie Babice – Leszno, „Dulka” zwołał w Sierakowie odprawę oficerów swojego batalionu. W trakcie narady wyraził opinię, że sytuacja powstania jest krytyczna, po czym oznajmił, że ze względu na brak zaufania dowódcy rejonu zrzeka się dowództwa nad oddziałem. Zaproponował następnie, aby któryś z obecnych oficerów przejął komendę nad batalionem. Gdy żaden nie zgłosił się na ochotnika, „Dulka” zarządził rozwiązanie oddziału. Decyzję tę podjął bez wiedzy „Szymona”, który uznał ją za akt dezercji.
Jeszcze tej samej nocy blisko 600 żołnierzy opuściło szeregi. Część powstańców pragnących kontynuować walkę przeszła do innych oddziałów. Na skutek rozwiązania batalionu „kampinoskiego” siły Pułku „Palmiry-Młociny” stopniały z 2 tys. żołnierzy do około 1400. W ocenie Kazimierza Krajewskiego tylko obecność żołnierzy Zgrupowania Stołpecko-Nalibockiego pozwoliła wówczas podtrzymać akcję powstańczą w Puszczy Kampinoskiej.